# Хортон (река)
Хо́ртон (англ. Horton River) — река на северо-западе Канады в Нунавуте и Северо-Западных территориях.
Берет начало в маленьком озере примерно в 100 километрах севернее залива Дис-Арм Большого Медвежьего озера в Нунавуте. Длина реки составляет 618 км, бассейн реки лежит полностью за полярным кругом. Река мелководна.
Течёт в северо-западном направлении, впадает в залив Франклин крупного залива Амундсена Северного Ледовитого океана. Только первые несколько километров русла реки приходятся на территорию Нунавута, остальное — на Северо-Западные территории. В нижнем течении река прорезает долину глубиной до 200 метров в мягкой материковой породе. Река первоначально достигала залива Харроуби моря Бофорта, но один из её меандров промыл новую протоку к заливу Франклин в самом начале XIX века, сократив свой путь примерно на 100 км.
Возле существующей дельты находятся холмы Смокин-Хиллз, где лигнит и ярозит горят, выделяя сернистый дым. Эти холмы горели уже в 1826 году, когда Джон Ричардсон наносил на карту береговую линию.
Долина реки покрыта лесом в пределах 100 км от устья, дальше начинается безлесная, поросшая кустарником тундра. Торговая фактория существовала в дельте Хортона в 1918—1931 годах, населённые пункты вдоль реки отсутствуют.